# Salirò
Salirò è un brano musicale scritto ed interpretato da Daniele Silvestri, contenuto nel suo quinto album Unò dué. Ha partecipato con tale canzone al Festival di Sanremo 2002, classificandosi quattordicesimo nella categoria Big. 
L'arrangiamento è opera di Demo Morselli. Questo singolo è arrivato alla posizione numero 7 in Italia  ed ha ottenuto un grande successo anche nell'airplay radiofonico (prima posizione).

## Descrizione
Nella serata finale del Festival l'autore è stato accompagnato sul palco dall'attore ed amico Fabio Ferri, che ha animato la canzone con un ironico balletto. Il brano vince il premio della Critica "Mia Martini" e il Premio della Sala Stampa Radio e TV del Festival, ed in seguito si aggiudica tre premi all'Italian Music Awards per il miglior singolo, il miglior arrangiamento e la miglior composizione musicale; il videoclip del brano viene inoltre inserito, pur senza risultare vincente, tra i sei migliori italiani dell'anno.
La versione studio è stata eseguita da:
- Piero Monterisi: batteria;
- Faso: basso;
- Maurizio Filardo: chitarra elettrica;
- Demo Morselli: fiati, arrangiamento fiati;
- Emanuela Cortesi: cori;
- Antonella Pepe: cori;
- Daniele Silvestri: programmazione, chitarra, tastiera, voce.

Nel 2020 partecipa al concorso radiofonico I Love My Radio, a cui hanno preso parte in totale 45 canzoni.
Il video del brano ha un mood basato sull'ironia.

## Altre interpretazioni
La canzone è stata interpretata a Music Farm dai Ricchi e Poveri, a X Factor dal gruppo vocale siciliano Sei Ottavi, e in una serata revival del Festival di Sanremo 2004 è stata riproposta da Toto Cutugno.
È stato utilizzato nella colonna sonora del film Ma l'amore... sì!, diretto nel 2006 da Tonino Zangardi e Marco Costa.
È stato riproposto insieme ad altre 7 canzoni dai Pinguini Tattici Nucleari nel brano cover Settanta volte, in onore della 70ª edizione del Festival di Sanremo.
È stata utilizzata come sigla della settima edizione del programma televisivo di Italia 1 (e di Canale 5) Zelig Circus nel 2003.
È stato riproposto dai Colla Zio insieme a Ditonellapiaga nella serata cover della 73ª edizione del Festival di Sanremo.

## Tracce
1. Salirò
2. Salirò (Instrumental)

## Classifiche
| Classifica (2002) | Posizione |
| ----------------- | --------- |
| Italia            | 7         |